# Peter August Böckstiegel
Peter August Böckstiegel, né à Aroode (auj. Werther (Westf.) le 7 avril 1889 où il est mort le 22 mars 1951, est un peintre et aquafortiste allemand.

## Biographie
Né dans une famille de petits fermiers, il montre ses talents de dessinateurs dès l'école primaire. En 1903, il commence à apprendre la peinture, études qu'il termine en 1907.
Fondateur en 1919 avec Otto Dix, Conrad Felixmüller, Wilhelm Heckrott, Constantin von Mitschke-Collande, Otto Schubert, Lasar Segall et Hugo Zehder de La Sécession dresdoise (en allemand : Dresdner Sezession ou Gruppe 1919), il participe à Paris en 1929 à l'Exposition des peintres-graveurs allemands contemporains organisée à la Bibliothèque nationale où il montre les eaux-fortes En Russie, Village westphalien, Ferme dans Werther et Mon père.